# Wadalita
La wadalita és un mineral de la classe dels silicats, que pertany i dona nom al grup de la wadalita. Rep el seu nom de Tsunashiro Wada (1856-1920), el primer director general del Geological Survey del Japó. També va ser professor de la Facultat de Ciències de la Universitat Imperial de Tòquio, com a director general d'Afers Miners del Ministeri d'Agricultura i Comerç i com a Comissari d'Acerer. Va ajudar a establir l'estudi modern de la mineralogia al Japó.

## Característiques
La wadalita és un silicat de fórmula química Ca₆Al₅Si₂O16Cl₃. Va ser aprovada com a espècie vàlida per l'Associació Mineralògica Internacional l'any 1993. Cristal·litza en el sistema isomètric.
Segons la classificació de Nickel-Strunz, la wadalita pertany a «9.AD - Nesosilicats sense anions addicionals; cations en [6] i/o major coordinació» juntament amb els següents minerals: larnita, calcio-olivina, merwinita, bredigita, andradita, almandina, calderita, goldmanita, grossulària, henritermierita, hibschita, hidroandradita, katoïta, kimzeyita, knorringita, majorita, morimotoïta, schorlomita, spessartina, uvarovita, holtstamita, kerimasita, toturita, momoiïta, eltyubyuïta, coffinita, hafnó, torita, thorogummita, zircó, stetindita, huttonita, tombarthita-(Y), eulitina i reidita.

## Formació i jaciments
Va ser descoberta a la localitat de Koriyama, a la prefectura de Fukushima de la regió de Tohoku (Honshū, Japó). També ha estat descrita en diversos indrets de Rússia, la República Txeca, Alemanya, Mèxic i Ossètia del Sud.